# Kurzawka zmienna

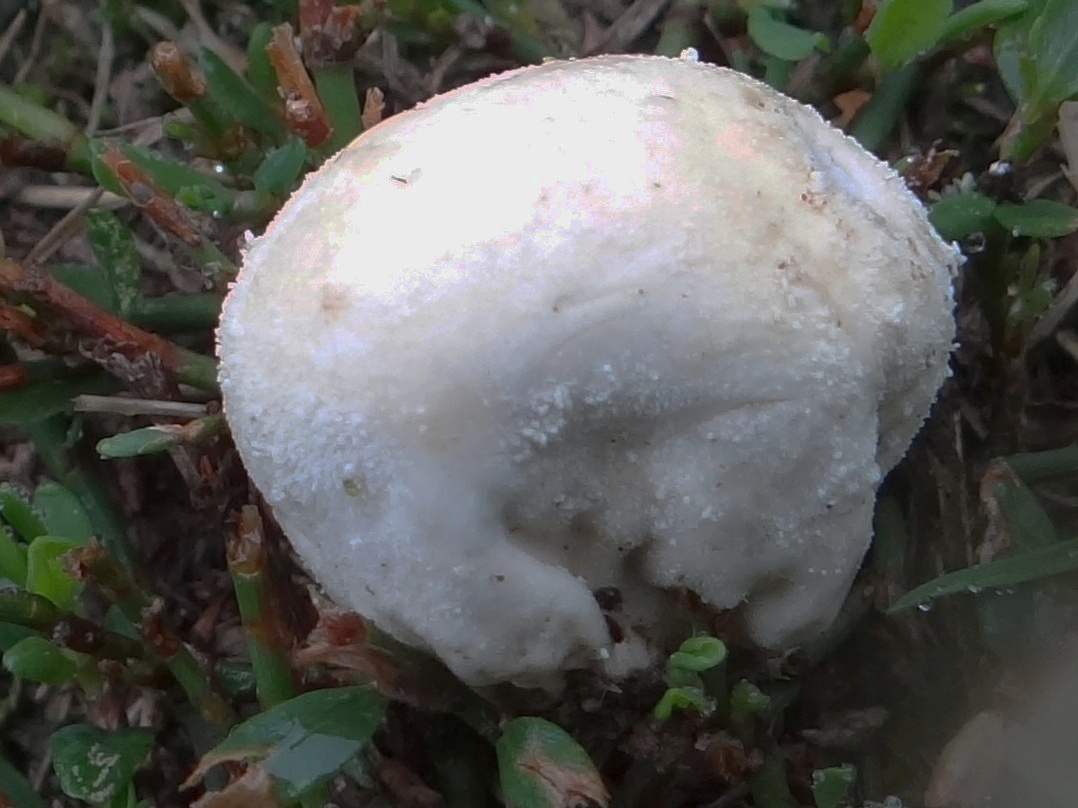
Młody owocnik

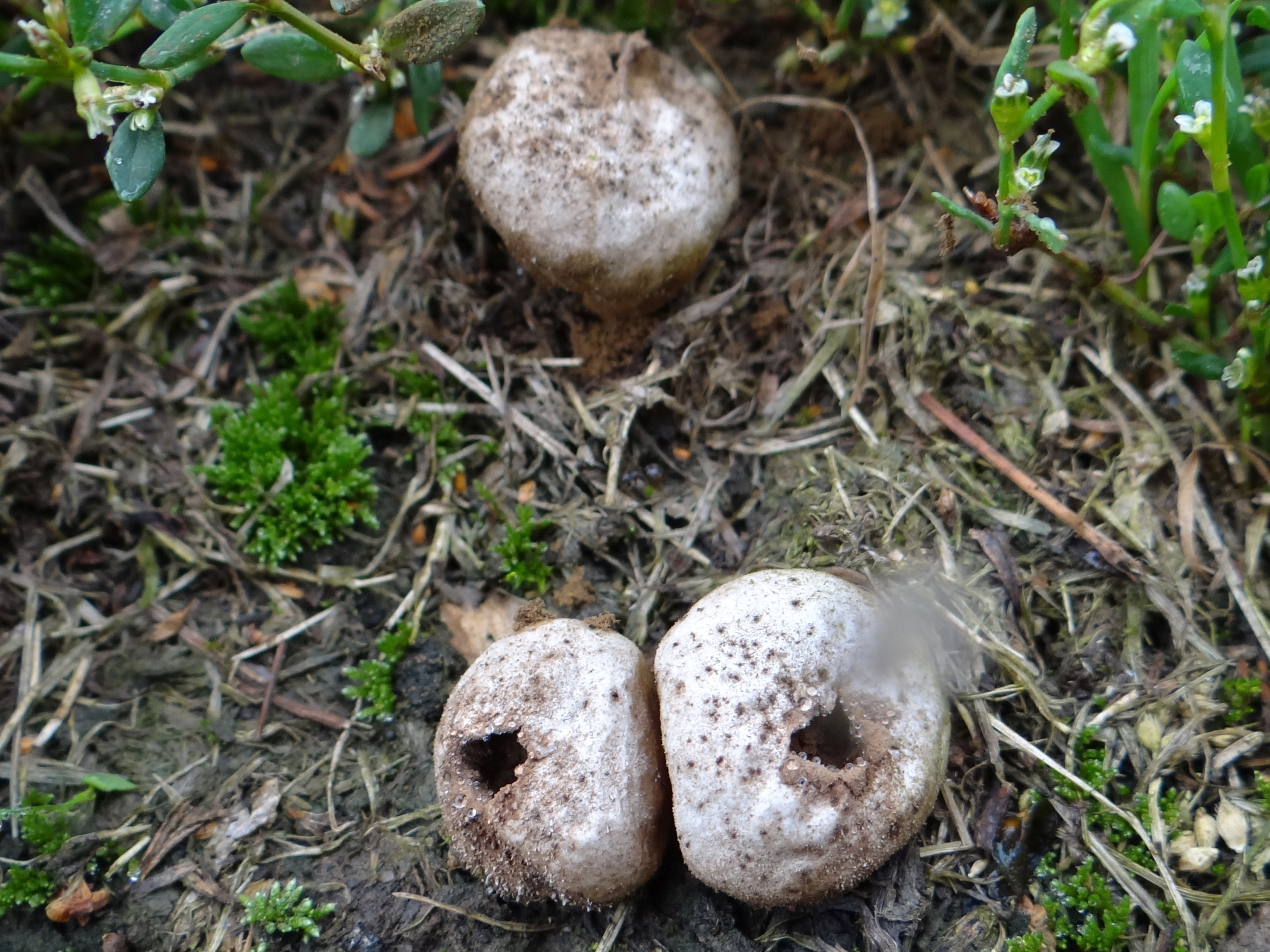
Dojrzałe owocniki

Kurzawka zmienna (Bovista aestivalis (Bonord.) Demoulin) – gatunek grzybów z rodziny purchawkowatych (Lycoperdaceae). Często (błędnie)  uważany za purchawki. Różni się od nich brakiem płonnej części (trzonu pod owocnikiem).

## Systematyka i nazewnictwo
Pozycja w klasyfikacji według Index Fungorum: Bovista, Lycoperdaceae, Agaricales, Agaricomycetidae, Agaricomycetes, Agaricomycotina, Basidiomycota, Fungi.
Po raz pierwszy takson ten zdiagnozował w 1851 r. Hermann Friedrich Bonorden nadając mu nazwę Lycoperdon aestivale. Uznaną przez Index Fungorum nazwę nadał mu w 1979 r. Vincent Demoulin.
Synonimy naukowe:

- Bovista aestivalis (Bonord.) Demoulin 1979, var. aestivalis
- Bovista aestivalis var. perverrucispora A. Ortega & Buendía 1989
- Bovista cepiformis (Bull.) Massee 1888
- Globaria cepiformis (Bull.) Cout. 1919
- Globaria furfuraceum (Schaeff.) Quél. 873
- Lycoperdon aestivale Bonord. 1851
- Lycoperdon cepiforme Bull. 1790
- Lycoperdon cepiforme Bull. 1791, var. cepiforme
- Lycoperdon ericetorum var. cepiforme (Bull.) Bowerman 1961
- Lycoperdon furfuraceum Schaeff. 1774
- Lycoperdon furfuraceum var. ellipsosporum Lloyd 1913
- Lycoperdon furfuraceum var. elongatum Torrend 1913
- Lycoperdon furfuraceum Schaeff. 1774, var. furfuraceum
- Lycoperdon lacerum Batsch 1783

Nazwę polską podał Franciszek Błoński w 1889 r. Wanda Rudnicka-Jezierska w swojej monografii rzędu purchawkowych opisywała ten gatunek pod nazwą kurzawka otrębiasta. W polskim piśmiennictwie mykologicznym gatunek ten opisywany był też jako purchawka zmienna, kurzawka pośrednia i prochówka otrębiasta.

## Morfologia
Owocnik
Kulisty, o wysokości  0,5–4,5 cm, czasami nawet do 10 cm i nieco mniejszej szerokości. Kształt zmienny: gruszkowaty, walcowaty, kulistawy, w dolnej części pomarszczony Z podstawy wyrastają szarawe strzępki grzybni łączące go z podłożem. Zewnętrzna osłona (egzoperydium u młodych owocników biała i niemal gładka, później szorstka, otrębiasta, ziarnista i popękana na poletka. Osłona wewnętrzna (endoperydium) pergaminowata, jedwabista, słabo błyszcząca, gładka, szarobrązowa. Dojrzały owocnik otwiera się na szczycie kolistym ujściem o średnicy 0,5–1 cm. Brzegi otworu są płatowate. Wnętrze dojrzewającego owocnika wypełnia gleba. Początkowo jest oliwkowa, potem oliwkowobrązowa, w końcu ma barwę jasnej umbry. Podglebie słabo wykształcone, z drobnymi, widocznymi dopiero przez lupę komorami. Jest początkowo białe, potem oliwkowo-żółte, w końcu jasnoumbrowe. Jest zwarte i przechodzi w glebę płynnie, bez żadnej zauważalnej granicy.
Cechy mikroskopowe
Zarodniki kuliste, żółte, pokryte bardzo drobnymi brodawkami, punktowane i bez sterygm. Rozmiar 3,5–4,8 μm. Włośnia o barwie od oliwkowej do umbrowej, budowa typowa dla purchawek (Lycoperdon). Jest silnie dichotomicznie rozgałęziona. Jej strzępki mają grubość 4,5–11 μm, są septowane lub posiadają rzekome septy. Boczne rozgałęzienia strzępek włośni są cienkościenne i posiadają liczne, drobne jamki.

## Występowanie i siedlisko
Kurzawka zmienna jest szeroko rozprzestrzeniona w Ameryce Północnej i Europie, podano także jej stanowiska na Wyspach Salomona. W Europie jest dość pospolita. Na terenie Polski w piśmiennictwie naukowym podano liczne jej stanowiska. 
Rośnie na obrzeżach dróg leśnych, na polanach, w murawach, zaroślach, na ugorach, wrzosowiskach, rzadko w lasach liściastych i mieszanych, a czasami nawet w parkach miejskich i na podkładach kolejowych. Pojawia się od czerwca do października, ale stare owocniki utrzymują się często do kwietnia następnego roku. Preferuje gleby  piaszczyste, miejsca suche i nasłonecznione. 

## Znaczenie
Saprotrof. Młode, jeszcze białe owocniki są jadalne.

## Gatunki podobne
Podobna jest kurzawka ołowiana (Bovista plumbea) i kurzawka czerniejąca (Bovista nigrescens). Czasami odróżnienie tych gatunków możliwe jest tylko badaniem mikroskopowym. Pomocne przy oznaczaniu może być miejsce występowania.